# Oirase
Oirase (おいらせ町; Oirase-chō) és un poble del Japó situat a la prefectura d'Aomori.